# Porcelia nitidifolia
Porcelia nitidifolia là loài thực vật có hoa thuộc họ Na. Loài này được Ruiz & Pav. miêu tả khoa học đầu tiên năm 1798.